# Терзиефф, Лоран
Лоран Терзиефф (также Терзиев, фр. Laurent Terzieff, 27 июня 1935, Тулуза — 2 июля 2010, Париж) — французский актёр.

## Биография
Отец — скульптор Жан Терзиефф (1894—1978), имел русские и румынские корни. Мать — француженка Марина Терзиефф (1905—1988). Сестра — Брижитт Терзиев (род. 1943), первая женщина-скульптор во французской Академии с XVII века. Другая сестра — Катрин Терзиефф.
Лоран никогда не обучался актёрской профессии. Подростком он был увлечён философией и поэзией. Помогая в постановке пьесы Стриндберга режиссёру Роже Блену, Лоран решил, что хочет стать актёром.
Дебютировал в 1953 году в театре, а в 1958 году Марсель Карне открыл в нём киноактёра, сняв в фильме «Обманщики» вместе с Жаном-Полем Бельмондо, Жаком Шаррье и Паскаль Пети. Исполнил роль Пьетро Миссирилли в фильме Роберто Росселлини «Ванина Ванини» (1961). Получил известность, исполнив главную роль в фильме Клода Отан-Лара «Не убий» (1960).
Наиболее яркие работы — Джин в фильме Луиса Бунюэля «Млечный путь» (1969), Амерлинг в картине Валерио Дзурлини «Пустыня Тартари» (1970), кентавр в «Медее» (1969, режиссёр Пьер Паоло Пазолини). Снимался с Брижит Бардо в «Двух неделях в сентябре», а также у таких именитых режиссёров, как Роберто Росселлини и Жан-Люк Годар, работал на телевидении. Награждён орденом «За заслуги» и орденом Искусств и литературы.
С 1980-х годов в основном выступал на сцене как актёр, а также ставил спектакли. В 1980-х и 1990-х годах был удостоен французской театральной премии «Мольер».
Похоронен на кладбище Монпарнас.

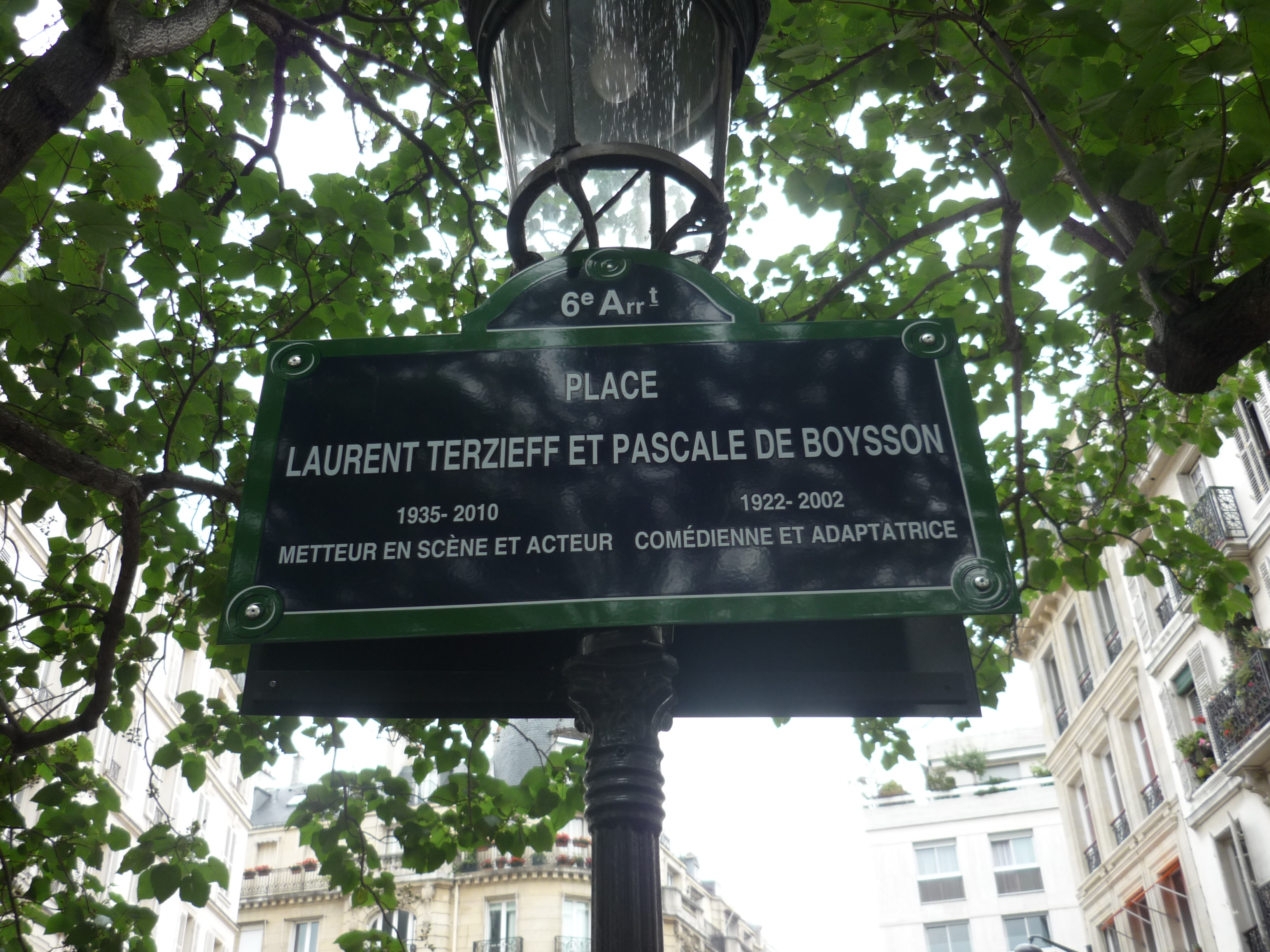
Табличка на площади, названной в честь Лорана Терзиеффа

С 2015 года небольшая площадь в VI округе Парижа носит имя Лорана Терзиеффа и актрисы Паскаль де Буассон (1922—2002) — фр. Place Laurent-Terzieff-et-Pascale-de-Boysson.

## Фильмография
- 1958 Обманщики / Les Tricheurs
- 1959  / Araya
- 1959 Бурная ночь / La notte brava — Руджеро
- 1959 Капо / Kapò — Саша
- 1960 Регата Сан-Франциско / The Regattas of San Francisco / Les Regates de San-Francisco (Франция)
- 1961 Ванина Ванини / Vanina Vanini (Франция) — Пьетро Миссирилли
- 1961 Не убий / Tu ne tueras point — главная роль (Франция)
- 1962 Красные рейтузы / Les Culottes rouges (Франция)
- 1962 Семь смертных грехов / Les Sept péchés capitaux (Франция)
- 1963 Баллада для бродяги / Ballad for a Hoodlum / Ballade pour un voyou — главная роль (Франция)
- 1966 Поездка отца / Father’s Trip / Le Voyage du père (Италия, Франция)
- 1967 Две недели в сентябре / Two Weeks in September / À coeur joie (Франция)
- 1968 Заключенная / Female Prisoner (Франция, Италия)
- 1969 Медея
- 1969 Млечный путь / La voie lactée
- 1976 Татарская пустыня / The Desert of the Tartars / Il Deserto dei Tartari (Италия, Франция, Иран, ФРГ)
- 1979 Цвет тела / Couleur chair (Франция, Бельгия, США)
- 1985 Детектив / Détective (Франция)
- 1985 Дизель / Diesel (Франция)
- 1985 Красный поцелуй / Rouge baiser (Франция, ФРГ)
- 1988 Балет / Ballet (Италия)
- 1993 Жерминаль
- 1993  / Delitti privati (телесериал)
- 1995 Фиеста / Fiesta
- 1998 Плот «Медузы» /Le radeau de la Méduse
- 1999 Война в горах / La Guerre dans le Haut Pays (Франция)
- 2000 На берегу за пристанью / Sulla spiaggia e di là dal molo (Италия)
- 2002 Шкура ангела / Peau d’ange (Франция)
- 2005 Щелкни пальцем только раз… / Mon petit doigt m’a dit… (Франция)
- 2006  / Tête d’or (Франция)
- 2007 Я всегда хотел быть гангстером / J’ai toujours rêvé d'être un gangster (Франция)
- 2010 Ларго Винч: Заговор в Бирме

## Театр

### Актёр
- 1955 : Рамзес — «Князь Египта» / «Le Prince d'Égypte», по пьесе Кристофера Фрая, реж. Марсель Тассенкур[фр.], — Театр Вьё Коломбье[фр.] [6] [7]
- 1967, 9 июля : «Хоэфоры» / «Les Choéphores» Поля Клоделя по трагедии[итал.] Эсхила, муз. Дариуса Мийо, реж. Анри Дублие[фр.], — Théâtre des Remparts, Прованс[8]